# Karl Ludwig von Bruck (diplomat)
Karl Ludwig svobodný pán von Bruck (24. prosince 1830 Terst – 9. prosince 1902 Spielfeld, Štýrsko) byl rakousko-uherský diplomat. Od mládí působil ve službách rakouského ministesrstva zahraničí a zastával různé funkce převážně v německých zemích. Svou kariéru završil jako rakousko-uherský velvyslanec v Římě (1886–1895).

## Životopis

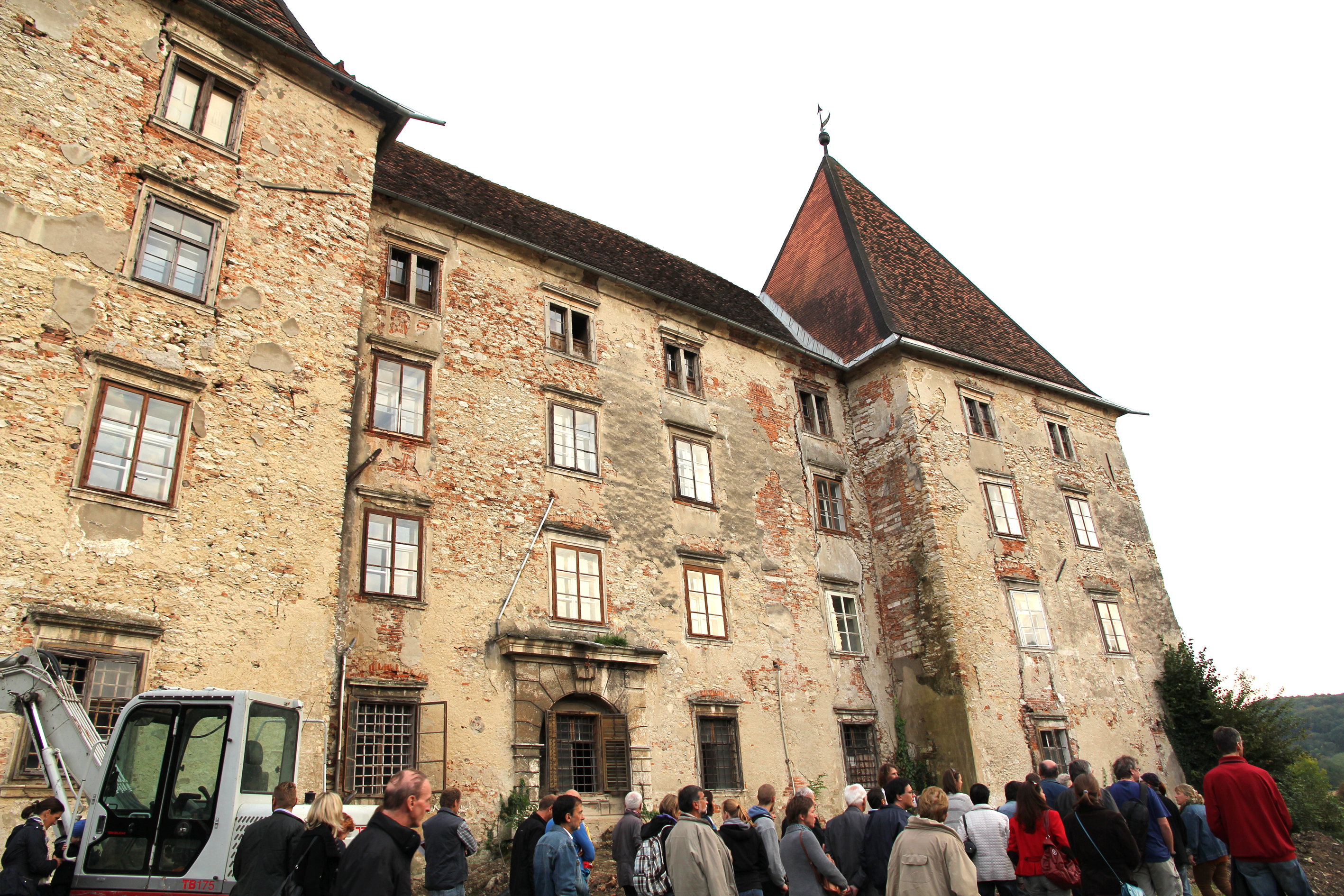
Zámek Spielfeld (Štýrsko), majetek rodiny Brucků od roku 1872

Narodil se jako nejstarší syn rakouského podnikatele a politika barona Karla Ludwiga Brucka (1798–1860). Po studiích vstoupil v roce 1850 do diplomatických služeb Rakouského císařství a zastával nižší posty na různých vyslanectvích. V letech 1853–1855 pobýval se svým otcem v Istanbulu, poté působil ve Florencii, Karlsruhe a od roku 1858 v Petrohradu. V roce 1860 byl přeložen do Bruselu, kde od roku 1866 zastával post legačního rady. V letech 1868–1870 byl rakousko-uherským vyslancem v Hesensku se sídlem v Darmstadtu, poté byl dlouholetým vyslancem u bavorského královského dvora v Mnichově (1870–1886). V roce 1880 byl jmenován c. k. tajným radou a nakonec byl rakousko-uherským velvyslancem v Itálii (1886–1895).
Za zásluhy byl nositelem Řádu železné koruny I. třídy (1883) a při odchodu do výslužby obdržel velkokříž Leopoldova řádu (1895). Na diplomatických misích získal také několik vyznamenání od zahraničních panovníků, byl nositelem belgického Leopoldova řádu, tureckého Řádu Medžidie, Záslužného řádu bavorské koruny, komandérem italského Řádu Mořice a Lazara nebo bádenského Řádu zähringenského lva.
Během svého působení v Petrohradě se v roce 1860 oženil s baronkou Alexandrinou von Fehleisen (1835–1911), dcerou německého bankéře a bádenského vyslance v Rusku barona Konstantina von Fehleisen. Z jejich manželství pocházel syn Konstantin Karl (1866–1934) a dvě dcery.
Zemřel ve Štýrsku na zámku Spielfeld, který koupil v roce 1872.